# Deng Li
Deng Li (chiń. upr. 邓莉; pinyin Dèng Lì; ur. 2001) – chińska zapaśniczka walcząca w stylu wolnym. Zajęła piąte miejsce na mistrzostwach Azji w 2023. Druga w Pucharze Świata w 2022. Wygrała mistrzostwa Azji U-23 w 2023 roku.